# Kingston (Nueva York)
Kingston, fundada en 1651, es una ciudad ubicada en el condado de Ulster en el estado estadounidense de Nueva York. Fue la primera capital del estado de Nueva York en 1777, pero ese mismo año el pueblo fue arrasado por las tropas británicas y la capitalidad se trasladó a Albany. En 1872 fue convertida oficialmente en ciudad tras la unión del asentamiento de Rondout con Kingston. En el año 2000 tenía una población de 23,456 habitantes y una densidad poblacional de 1,232.2 personas por km².

## Geografía
Kingston se encuentra ubicada en las coordenadas 41°55′30″N 74°0′00″O / 41.92500, -74.00000. Según la Oficina del Censo, la ciudad tiene un área total de 7,1 km² (2,7 mi²), de la cual 7,1 km² (2,7 mi²) es tierra y 0 km² (0 mi²) (0%) es agua.

## Demografía
Según la Oficina del Censo en 2000 los ingresos medios por hogar en la localidad eran de $31,594, y los ingresos medios por familia eran $41,806. Los hombres tenían unos ingresos medios de $31,634 frente a los $25,364 para las mujeres. La renta per cápita para la localidad era de $18,662. Alrededor del 15.8% de la población estaban por debajo del umbral de pobreza.